# Ministère de la Cour

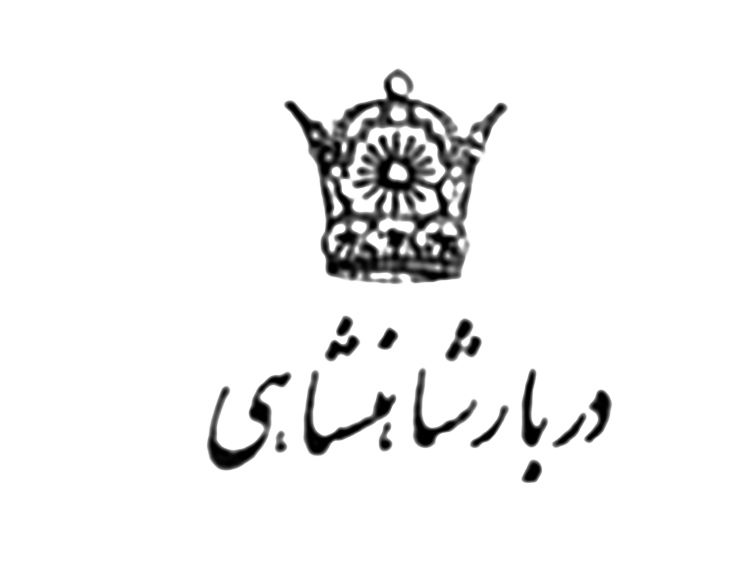
Logo officiel du ministère de la Cour Impériale, État impérial d'Iran

Le ministère de la Cour impériale était le nom du ministère, en Iran, sous les dynasties Kadjar et Pahlavi, chargé de l'interface officielle du roi et de la cour avec le gouvernement et l'Assemblée nationale. En 1932, des suites de la disgrâce d'Abdol Hossein Teymourtash, le ministère de la Cour impériale fut fermé sur ordre de l'empereur Reza Chah, bien qu'il fût rouvert en 1939. À l'époque de Nasseredin Chah, toutefois, le ministre de la Cour impériale était dénommé Ayshyk Aghasi.
Le ministère de la Cour impériale d'Iran disparut quand la monarchie fut abolie, à la Révolution islamique de 1979.

## Liste des ministres de la Cour impériale d'Iran
Kadjar
- Mohammad Rahim Khan Ala (1903-1920)
- Amin-os-soltan Ibrahim Khan (1920-1921)
- Amin-os-soltan Ali Ashgar Khan (1921-1925)

Pahlavi
- Abdol Hossein Teymourtash (à partir de 1925-1932)[1]

Dissolution du ministère de la Cour impériale (1932-1939)
- Mahmoud Jam (1939-1941)
- Mohammad Ali Farzin (1941-1942)
- Mohammad Ali Foroughi (1942-1942)
- Hossein Ala' (novembre 1942-1945)
- Ebrahim Hakimi (? -1947)
- Mahmoud Jam (deuxième fois) (1947-?)
- Abdol Hossein Hajir (juillet 1949-novembre 1949)
- Ebrahim Hakimi (deuxième fois) (1949-1950)
- Hossein Ala' (deuxième fois) (1950-1950)

(Hossein Ala' est-il toujours ministre de la Cour pendant les quelques semaines où il fut Premier ministre ?)
- Hossein Ala' (troisième fois) (1951-avril 1953)
- Abol Ghasem Amini (avril 1953-août 1953)
- Hossein Ala' (quatrième fois) (août 1953-avril 1955)

(Hossein Ala' est-il toujours ministre de la Cour quand il redevient Premier ministre ?)
- Manouchehr Eghbal (1956-3 avril 1957)
- Hossein Ala' (cinquième fois) (3 avril 1957-juin 1963)[3]
- Hussein Al-Ghods Nakhaï (juin 1963-1er février 1967)
- Amir Assadollah Alam (1er février 1967-7 août 1977)
- Amir Abbas Hoveida (7 août 1977-6 novembre 1978)[4]
- Ali Gholi Ardalan (6 novembre 1978-11 février 1979)